# Dragon (voilier)
Pour les articles homonymes, voir Dragon (homonymie).
Le Dragon (surnommé le voilier des rois ou le roi des voiliers) est une classe internationale de voilier monotype de 9 m, de 1929, de plaisance et de régate, à gréement de sloop et à quille. Variante du Requin, ex série olympique de 1948 à 1972, il reste à ce jour objet de nombreux dragonistes passionnés.

## Histoire
Le Dragon est dessiné et créé en 1929 dans un fjord de Scandinavie, par l'architecte naval norvégien Johan Anker (en), à la demande du Royal Gothenburg Yacht Club (en) de Suède, pour être plus accessible aux pationnés de yachting qu'un voilier de type Classe J de prestige de l'époque (dont il est inspiré). 

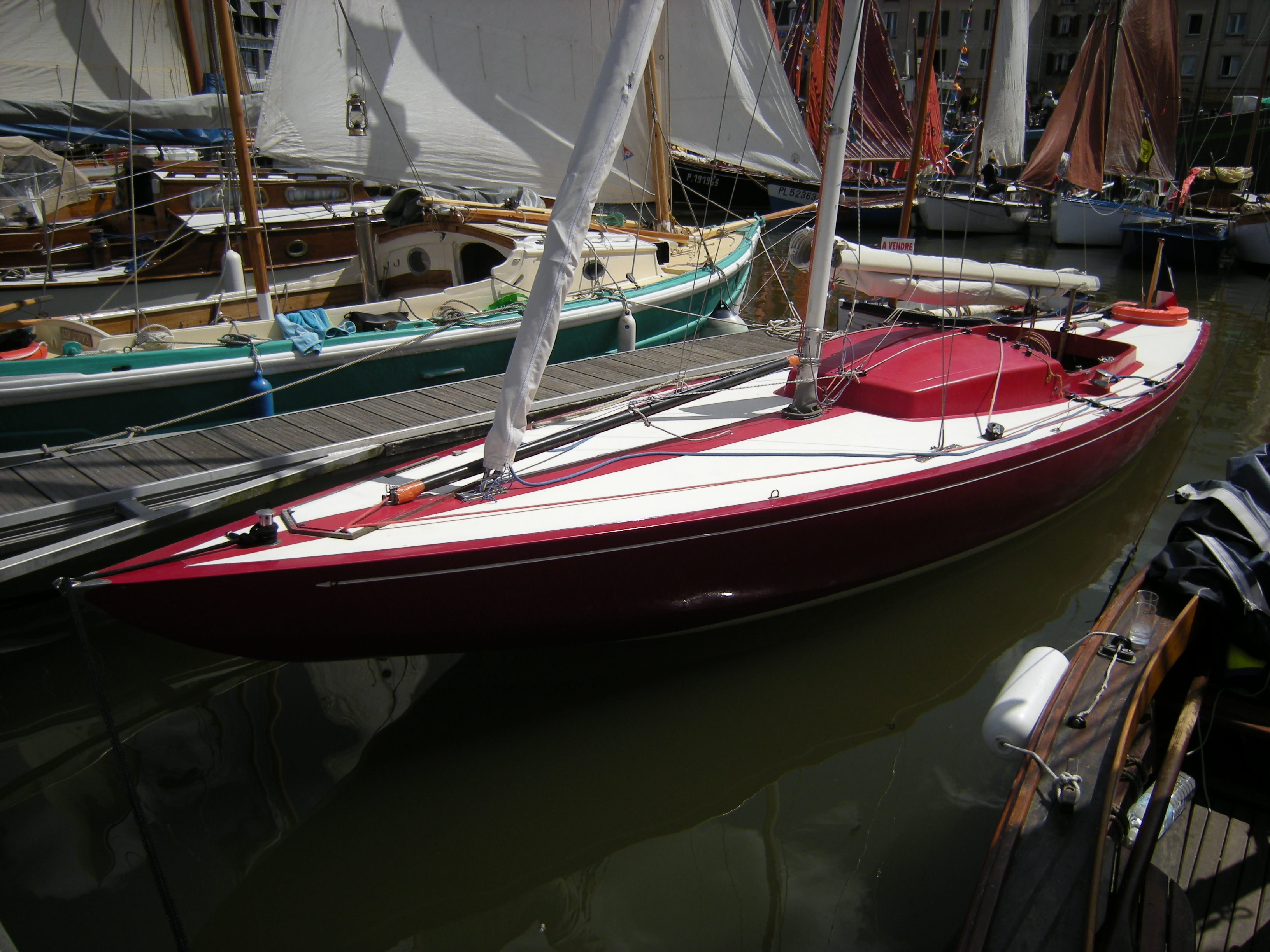
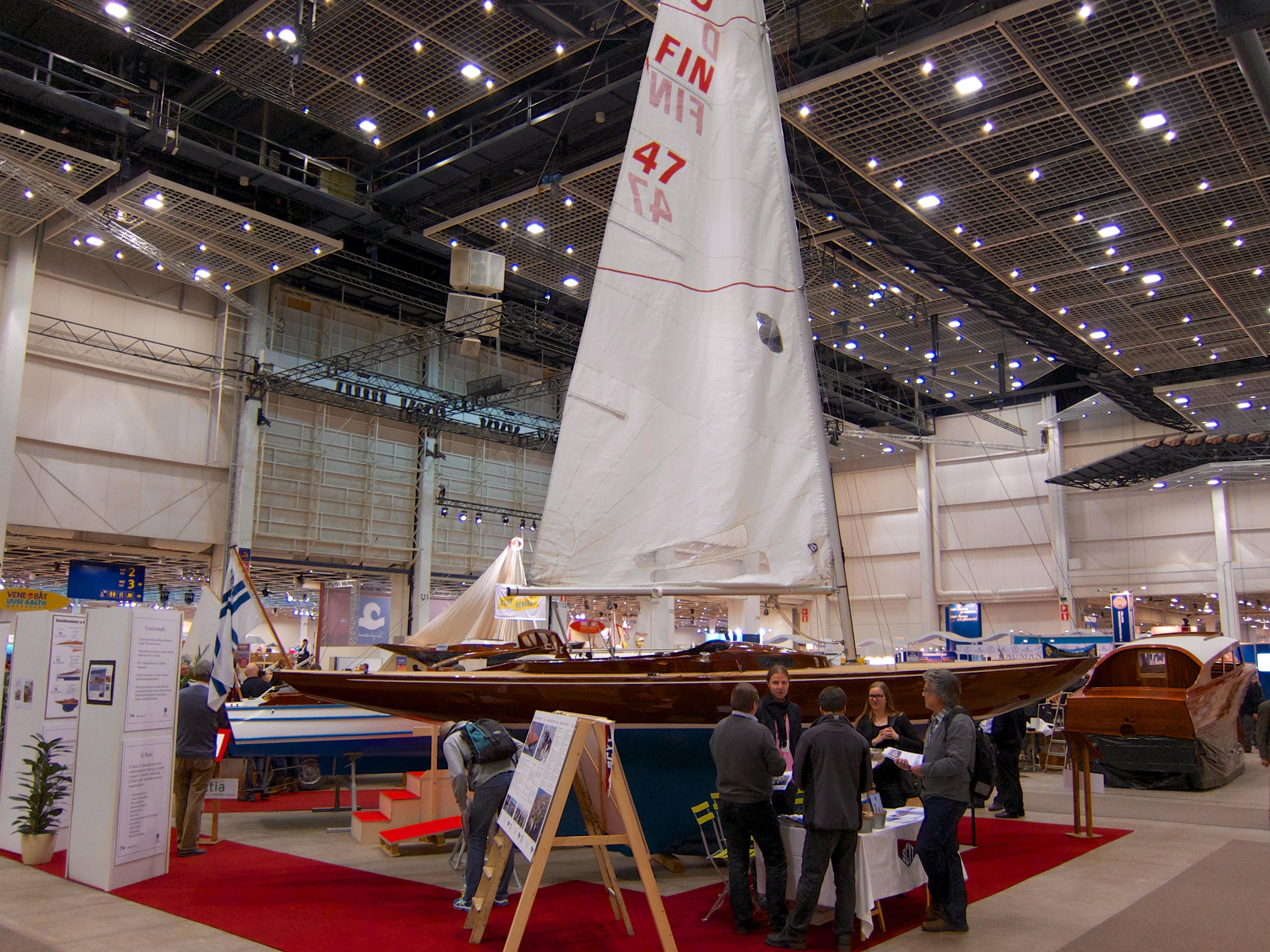
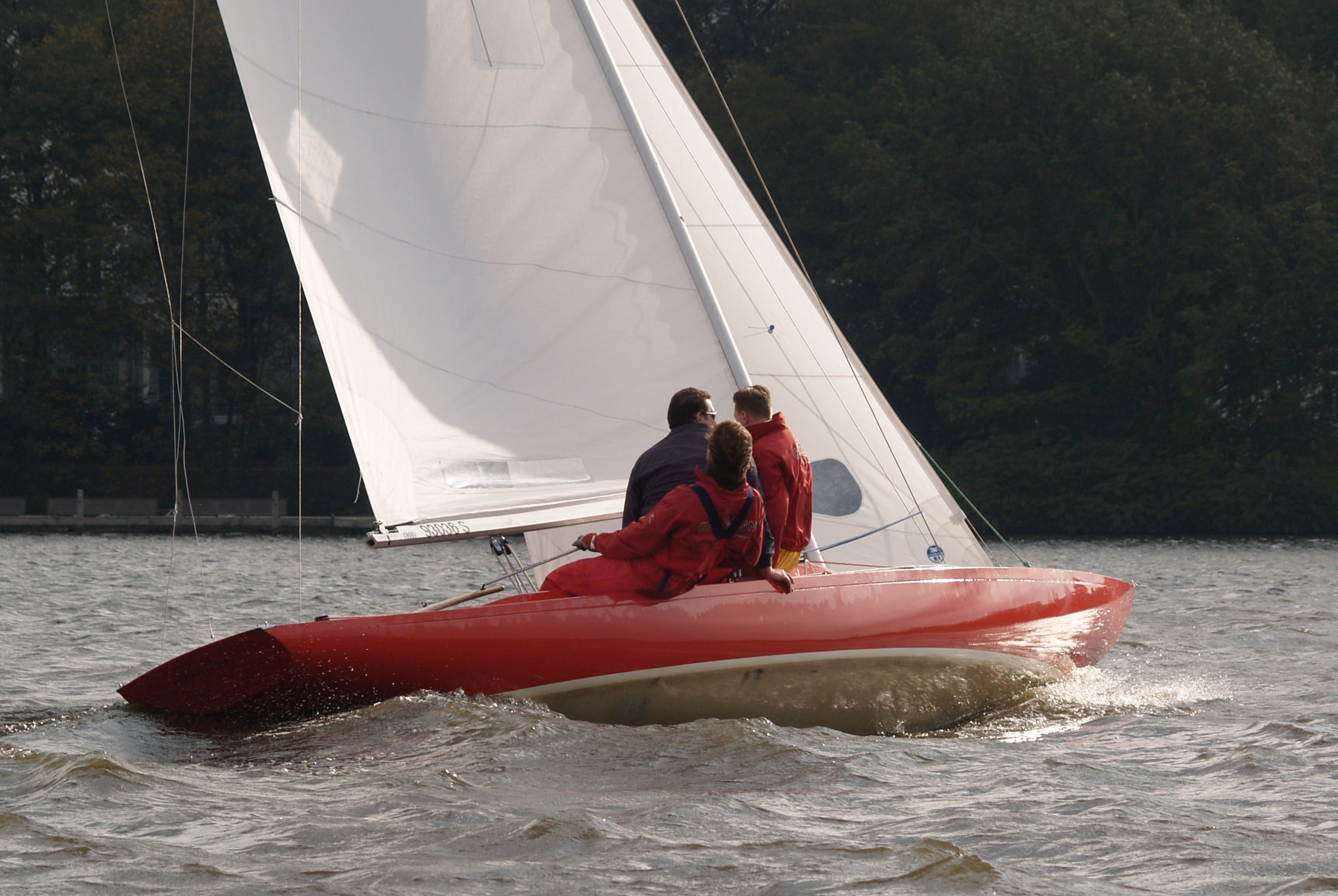

C'est un voilier monotype de qualité, élégant, performant, à la carène fine et au pont dégagé, taillé pour une utilisation sportive avec au moins 3 équipiers. Il est construit à l'origine en bois, avec une image de voilier de yachting aristocratique (les princes et rois Carl Gustav de Suède, Olav V de Norvège, Henri du Danemark, Philip Mountbatten, Juan Carlos d’Espagne, ou encore Constantin II de Grèce ont régaté dans leur jeunesse sur des Dragons).

## Jeux olympiques
Il devient série olympique de 1948 à 1972, ce qui augmente son prestige international.

## A ce jour
Le Dragon est fabriqué à ce jour à environ 40 à 50 unités annuelles (principalement par 4 chantiers navals), avec une estimation de 3000 exemplaires dans le monde, chiffre remarquable pour une série de voiliers traditionnels de plus de 80 ans.
Le plus vieux Dragon du monde, Galejan, construit avec ses deux sœurs en 1929, navigue toujours et est basé à Noirmoutier

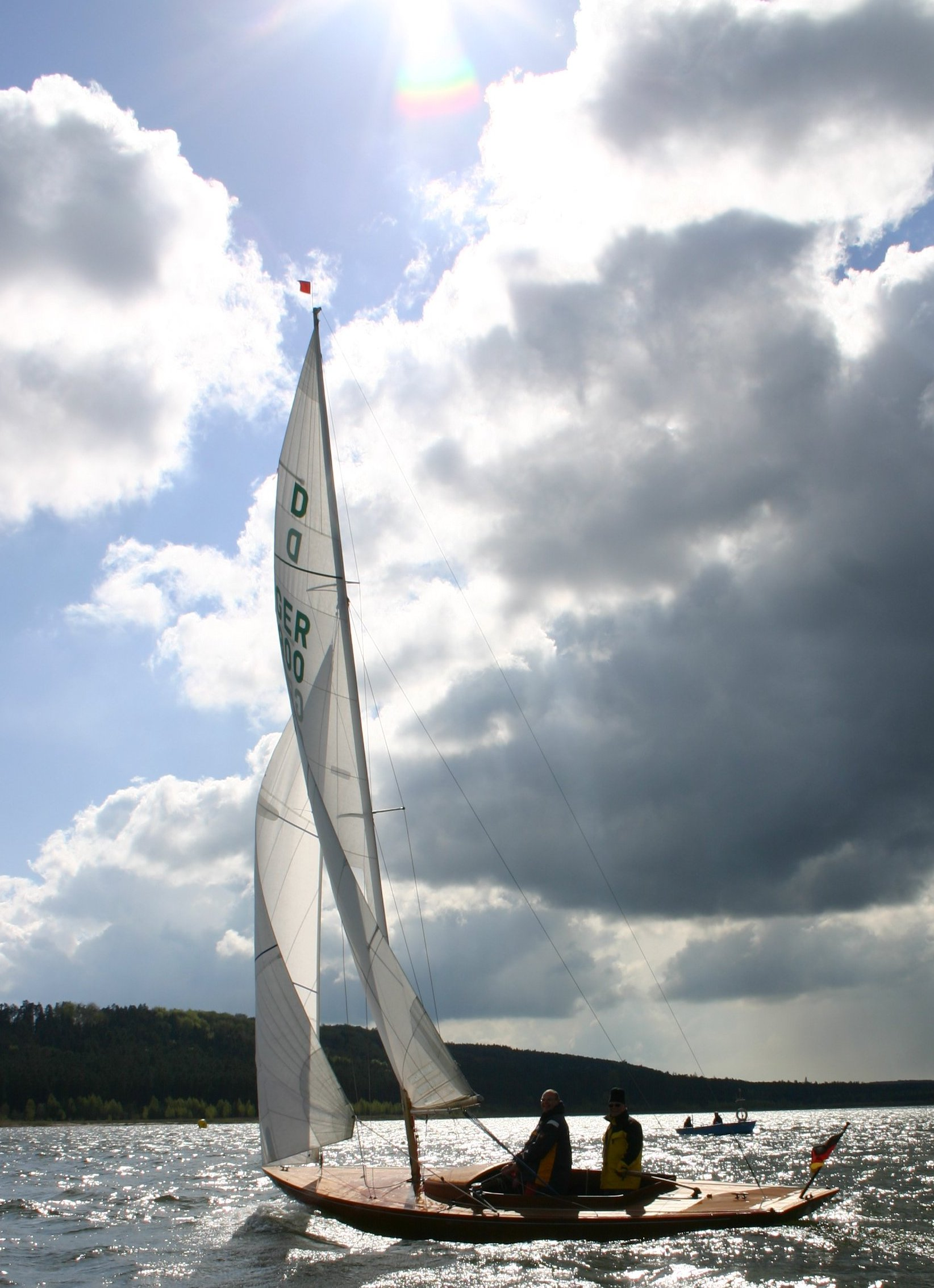
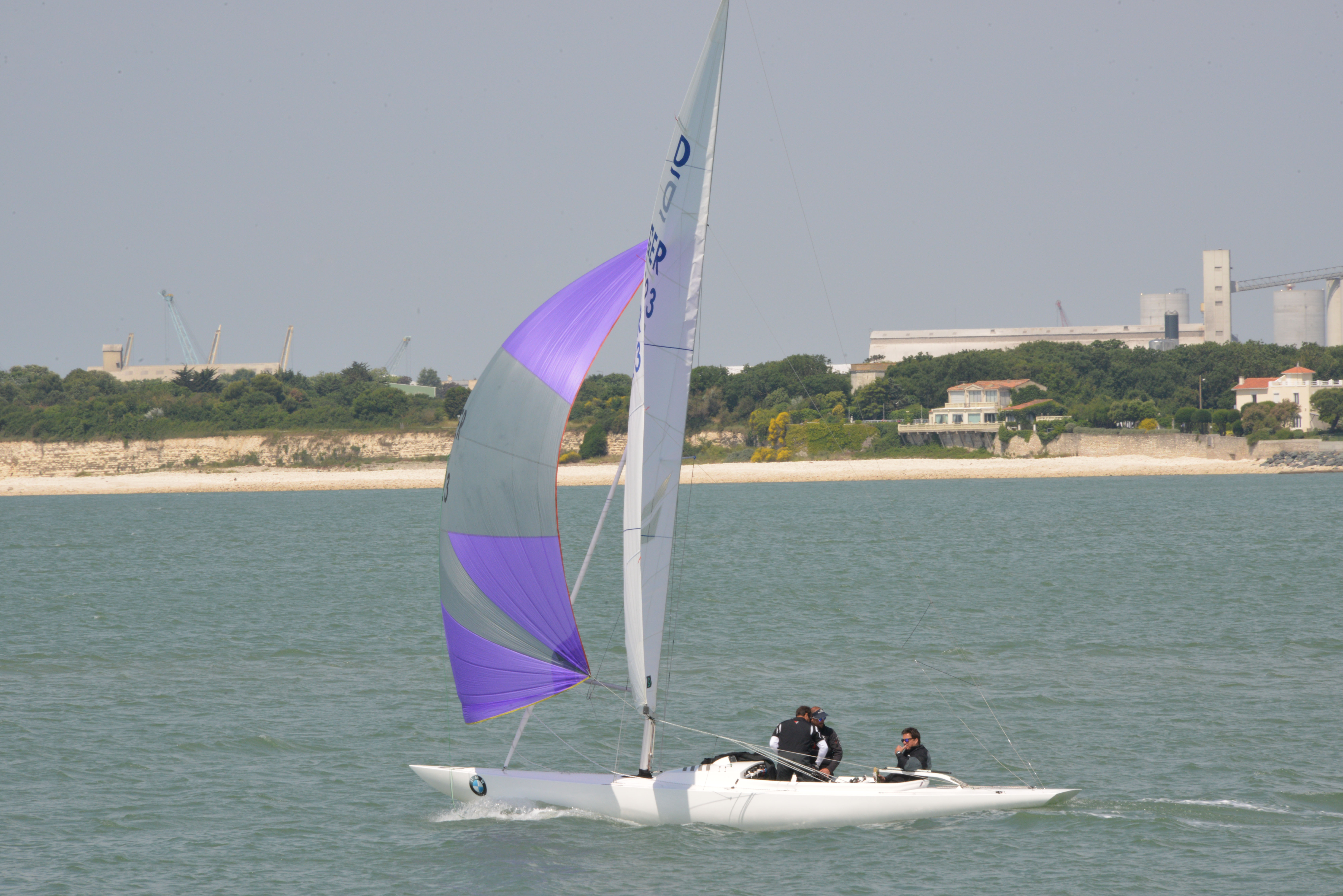
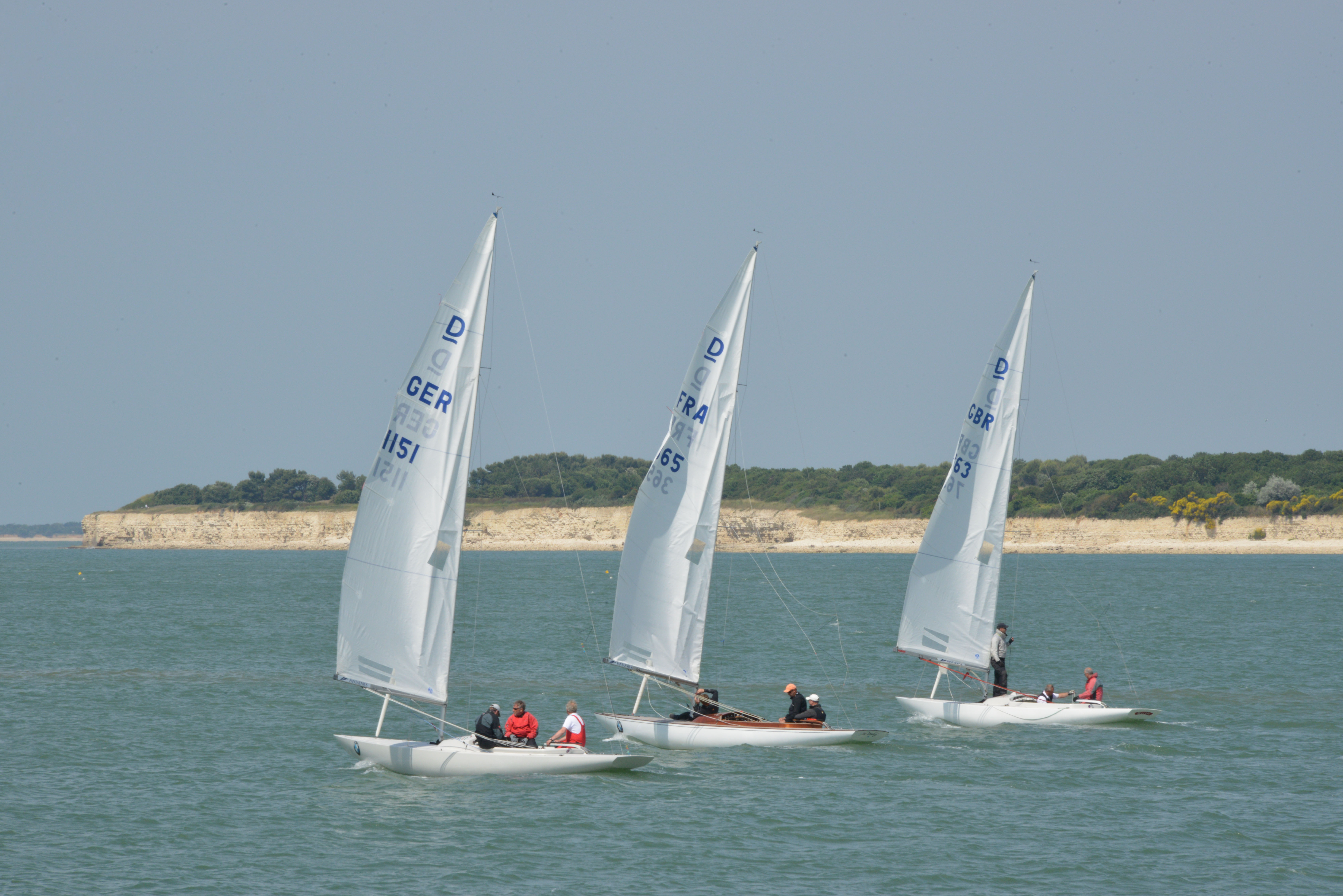

Sa coque est à ce jour en plastique (mylar, Kevlar et carbone étant des matériaux interdits). Lorsqu'un chantier sort un modèle légèrement plus rapide, la jauge s'adapte immédiatement pour permettre aux anciens bateaux de se remettre à niveau, tout en respectant une stricte monotypie,.
Le Dragon est un voilier très technique et très complexe à manœuvrer. Relativement peu toilé pour son poids, il ne faut jamais l'arrêter. Le barreur doit rester pour cela extrêmement attentif et concentré et ses équipiers disposent de plus de 32 taquets, soit plus de 32 points à contrôler et à régler en permanence. Extrêmement marin, il n'est pas rare de voir naviguer des Dragons par plus de 28 nœuds de vent.

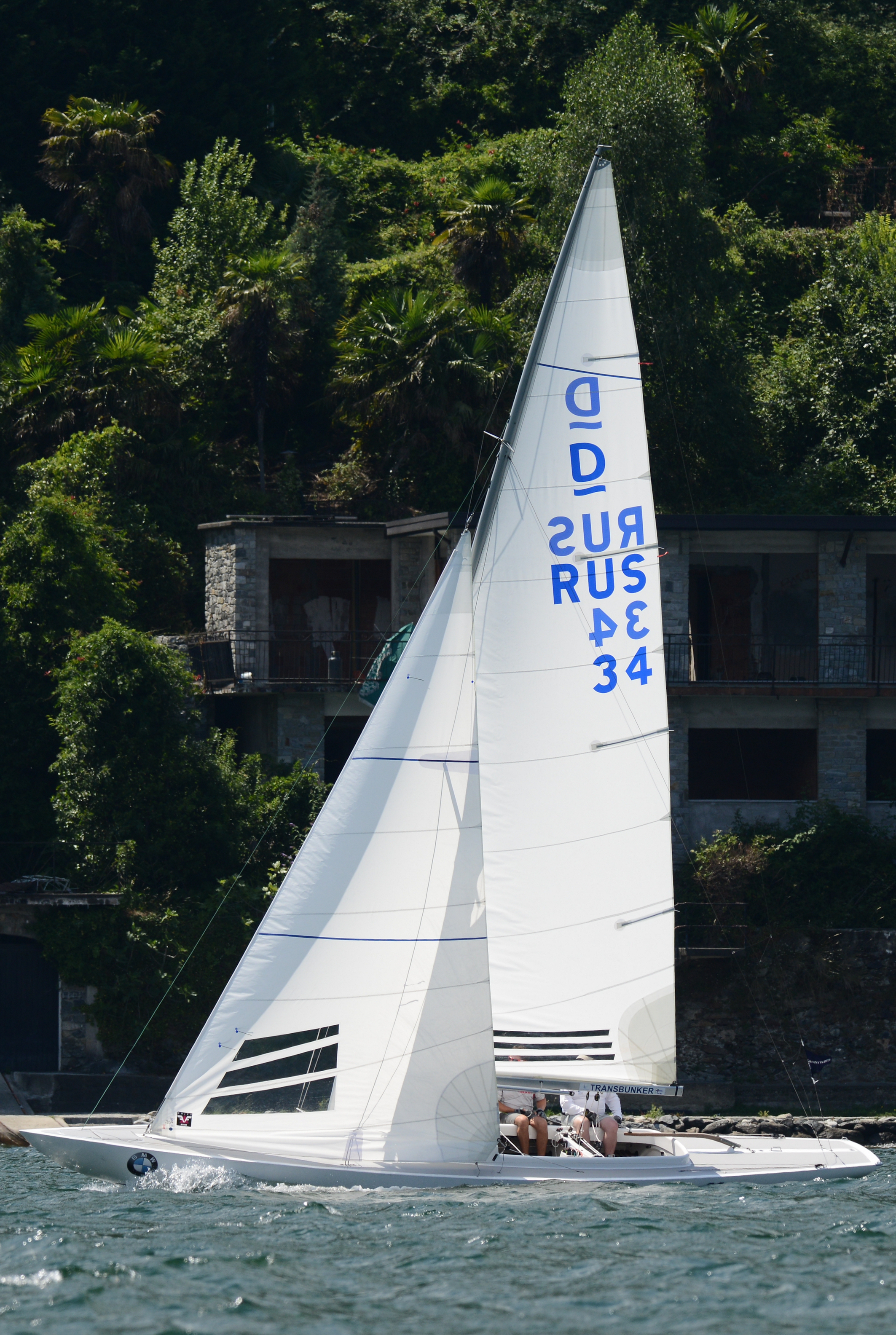
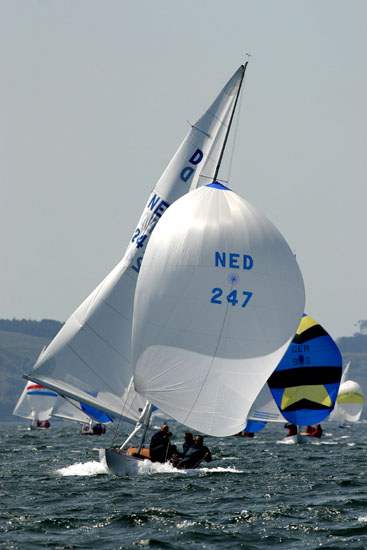
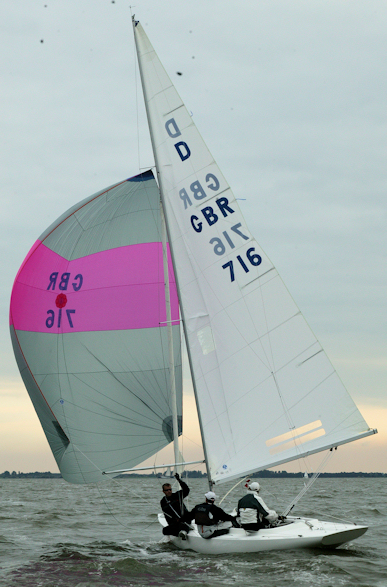
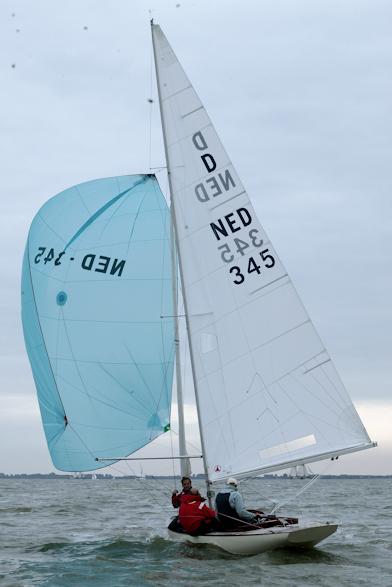
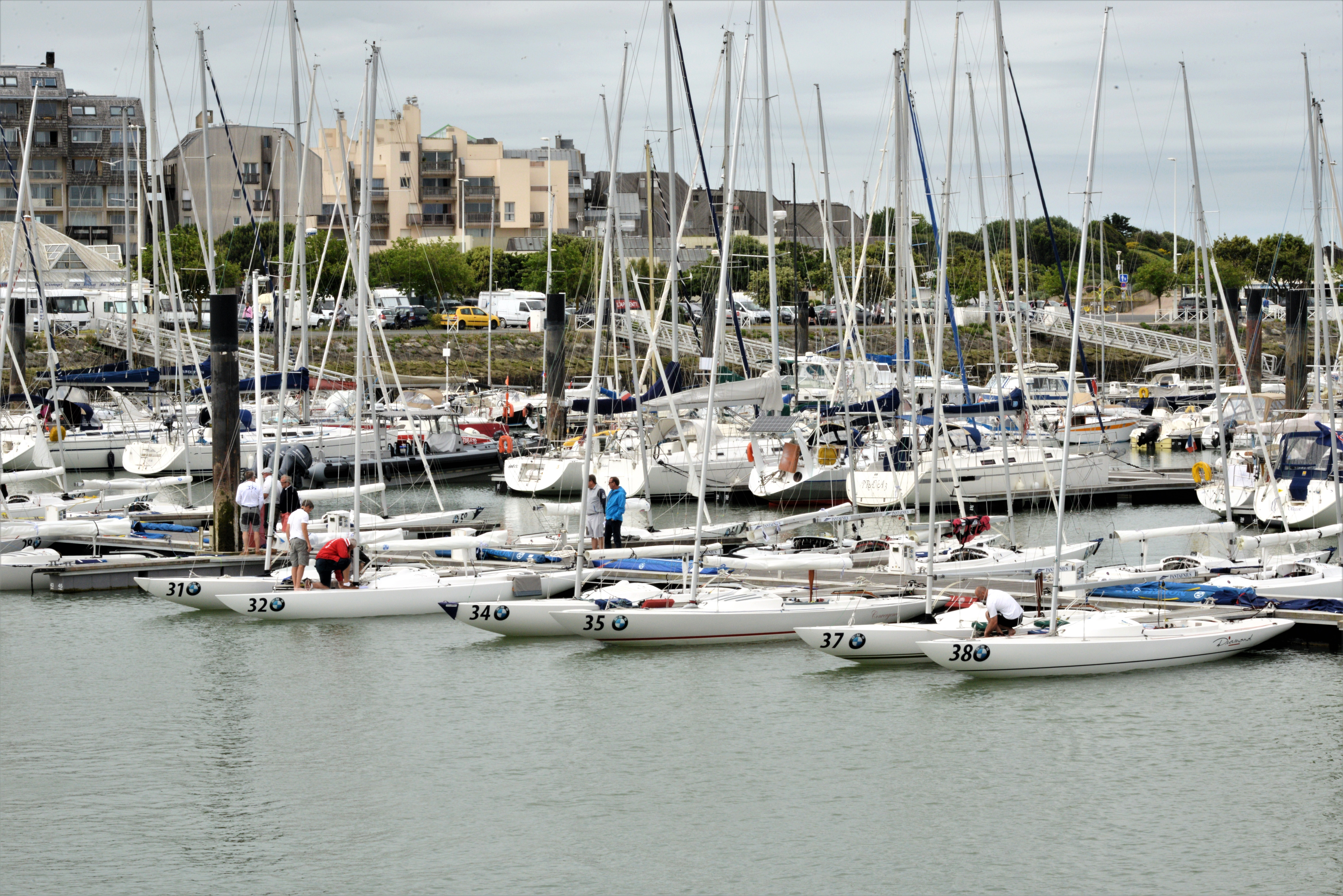

La classe des Dragon est très certainement une des séries les plus actives et dynamiques du monde, faisant largement la course en tête dans la catégorie quillards de sport. Ainsi 62 Dragons étaient présents au dernier Championnat de France. De même, la France a organisé trois épreuves différentes avec à chaque fois plus de 100 Dragons au départ. Une régate organisée en octobre 2004 à Saint-Tropez pour le 75e anniversaire de la série a réuni plus de 260 Dragons,. 

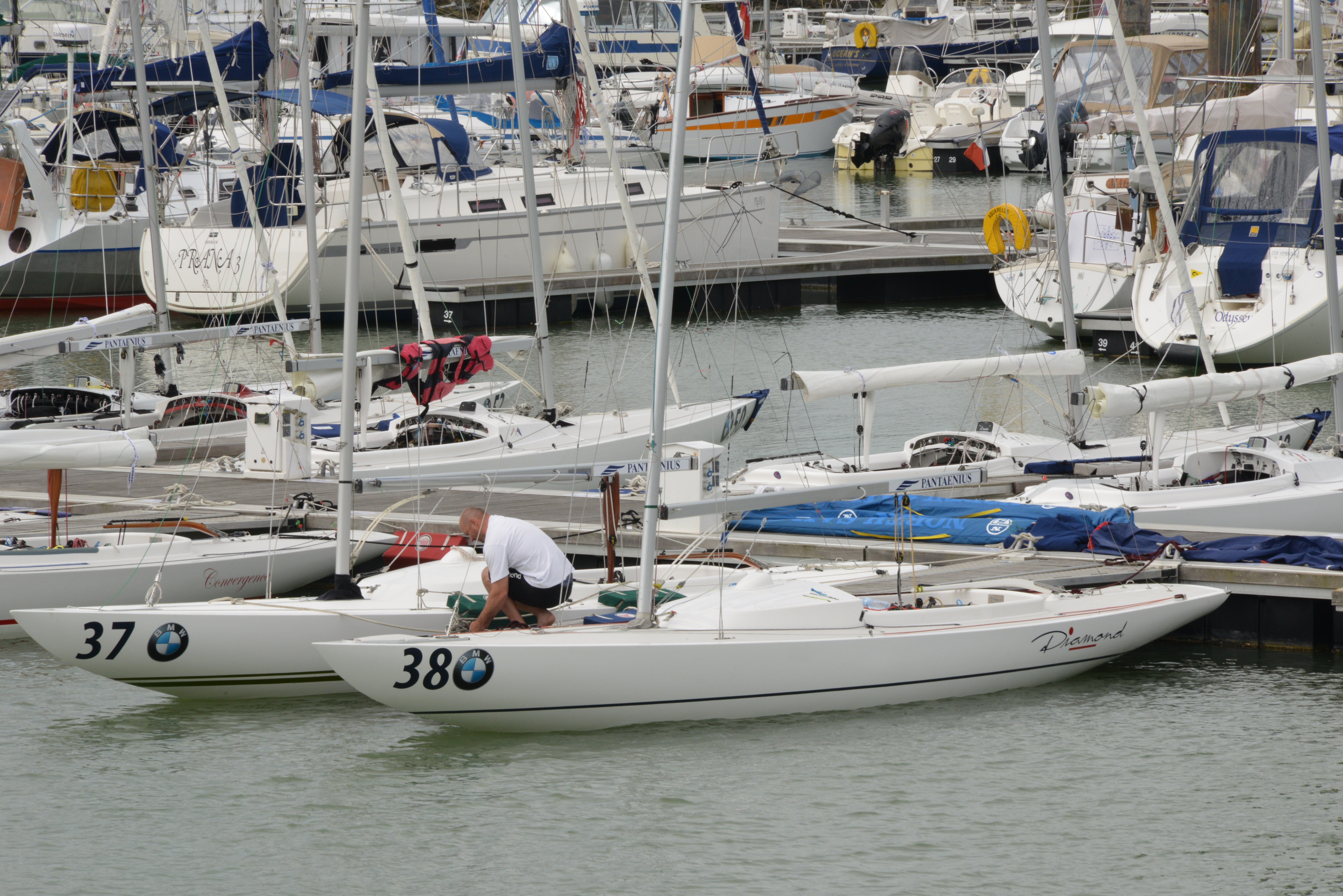
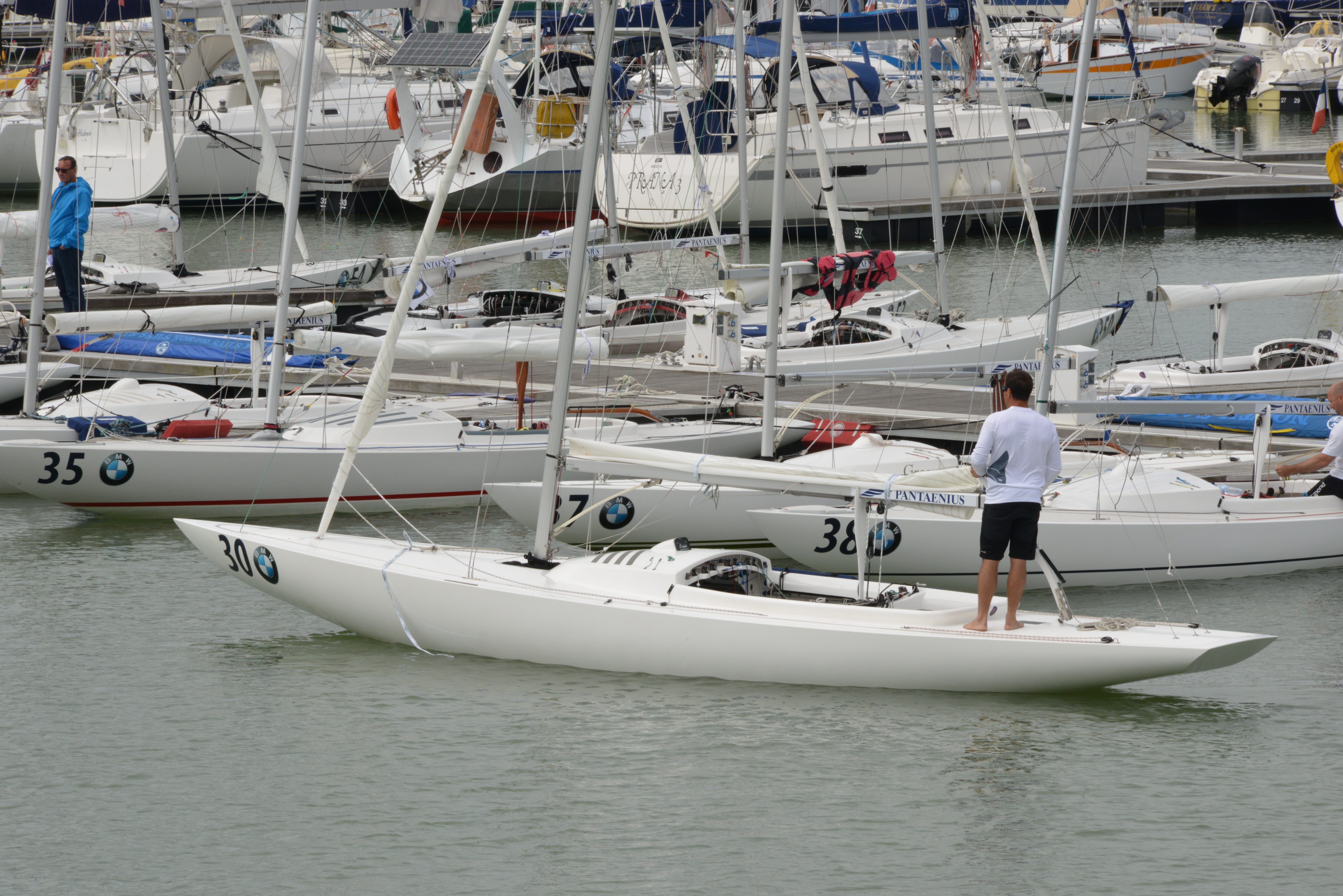
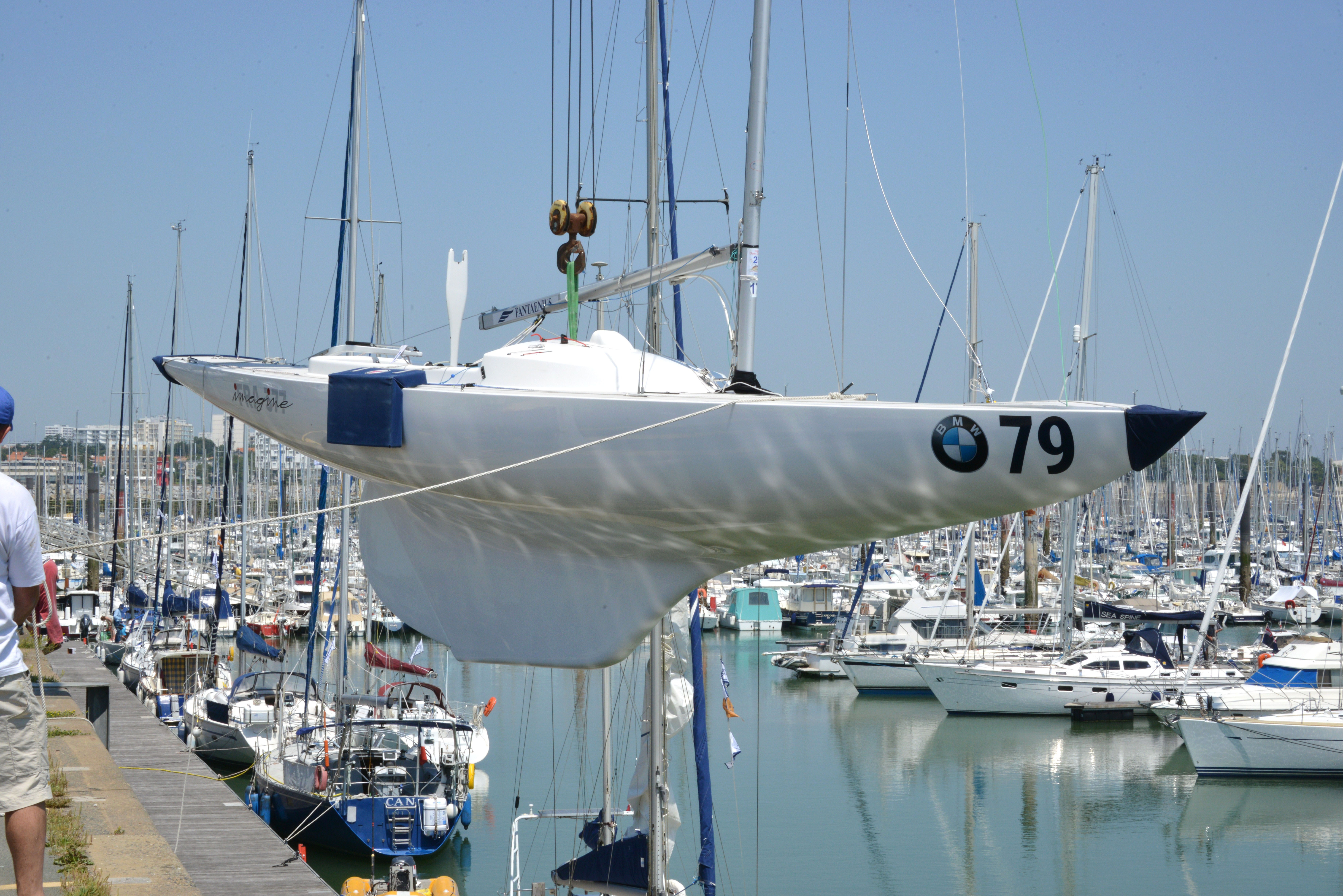

## Le Dragon en France
L'Association Française des Dragon est constituée en 1949, peu de temps après les JO de Torquay, avec à ce jour plus de cent Dragons adhérents. Les principales flottes se situent à La Baule, Douarnenez, La Rochelle, Cannes, Deauville, Arcachon ou encore La Grande-Motte. Le nombre de Dragon au départ des régates est une preuve du dynamisme de cette Classe, avec plus de 30 bateaux à chacune des 10 principales manifestations annuelles (dont les Régates Royales de Cannes, Les Voiles d'Antibes, Régates de Nice, Voiles de Saint-Tropez...),.

## Palmarès olympique
| Olympiade      | Nation     | Équipage médaille d'or                                        |
| -------------- | ---------- | ------------------------------------------------------------- |

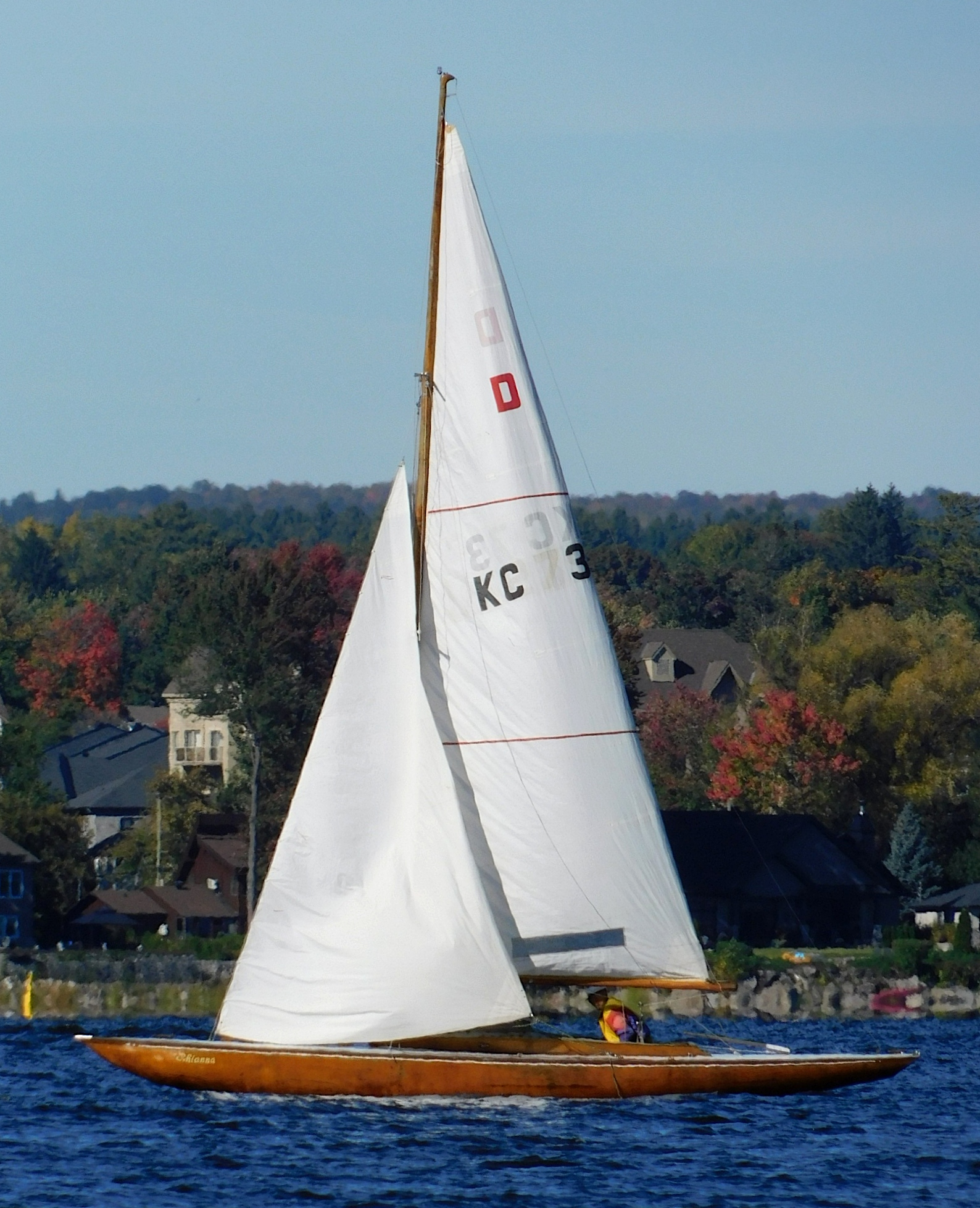

| Londres 1948   | Norvège    | Thor Thorvaldsen, Sigve Lie, Haakon Barfod                    |
| Helsinki 1952  | Norvège    | Thor Thorvaldsen, Sigve Lie, Haakon Barfod                    |
| Melbourne 1956 | Suède      | Folke Bohlin, Bengt Palmquist, Leif Wikström                  |
| Rome 1960      | Grèce      | Constantin II de Grèce, Odysseus Eskidioglou, Georgios Zaimis |
| Tokyo 1964     | Danemark   | Ole Berntsen, Christian von Bülow, Ole Poulsen                |
| Mexico 1968    | États-Unis | George Friedrichs, Barton Jahncke, Gerald Schreck             |
| Munich 1972    | Australie  | John Cuneo, Thomas Anderson, John Shaw                        |

## Championnat du monde
Le Championnat du monde des Dragons (en) (Dragon World Championship) est organisé tous les 2 ans, depuis 1965, par la Fédération mondiale de voile, avec une centaine de Dragons d'une vingtaine de pays du monde. 